# Kieldrechtsluis

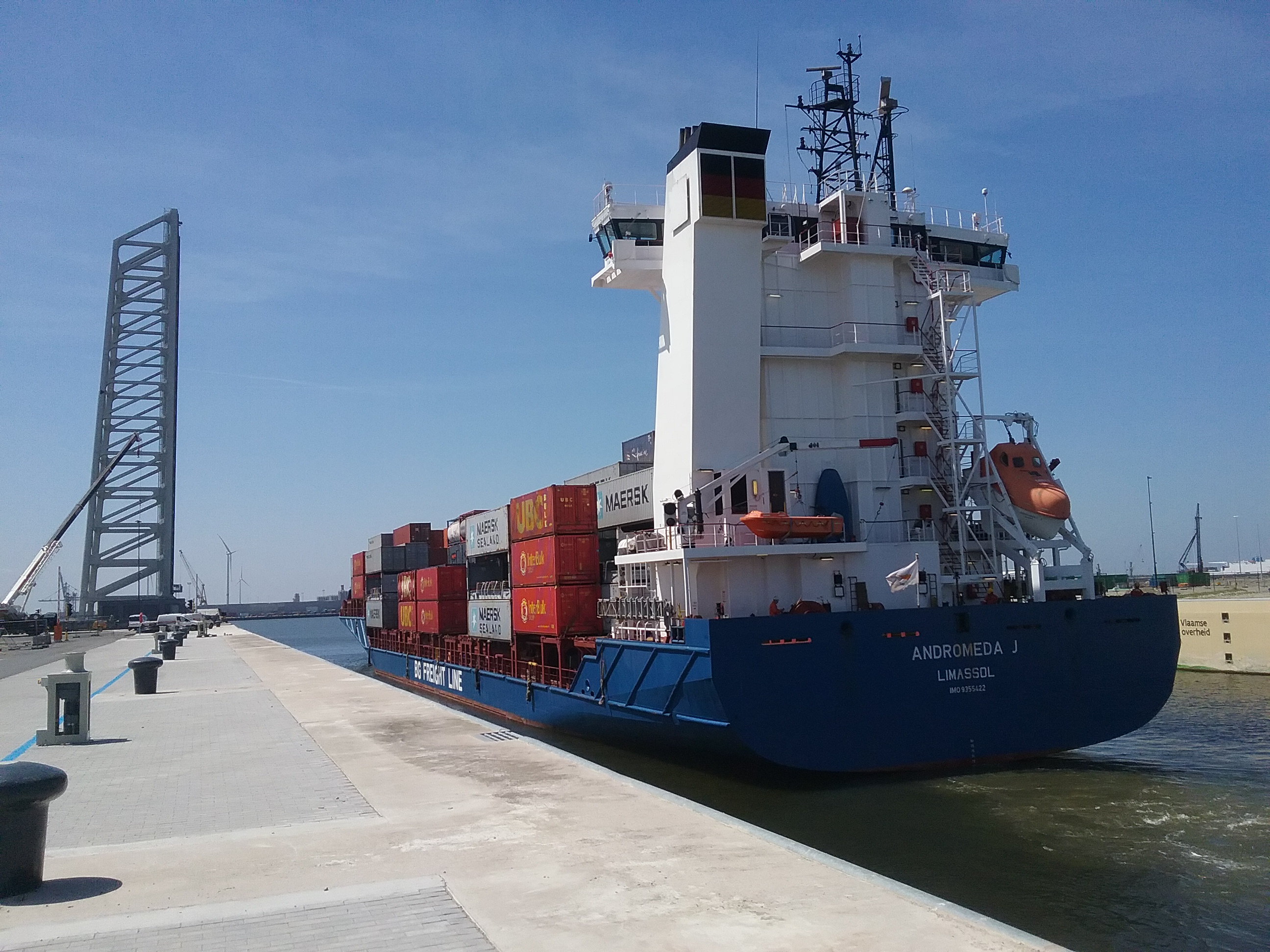
Het zeeschip Andromeda J in de Kieldrechtsluis.

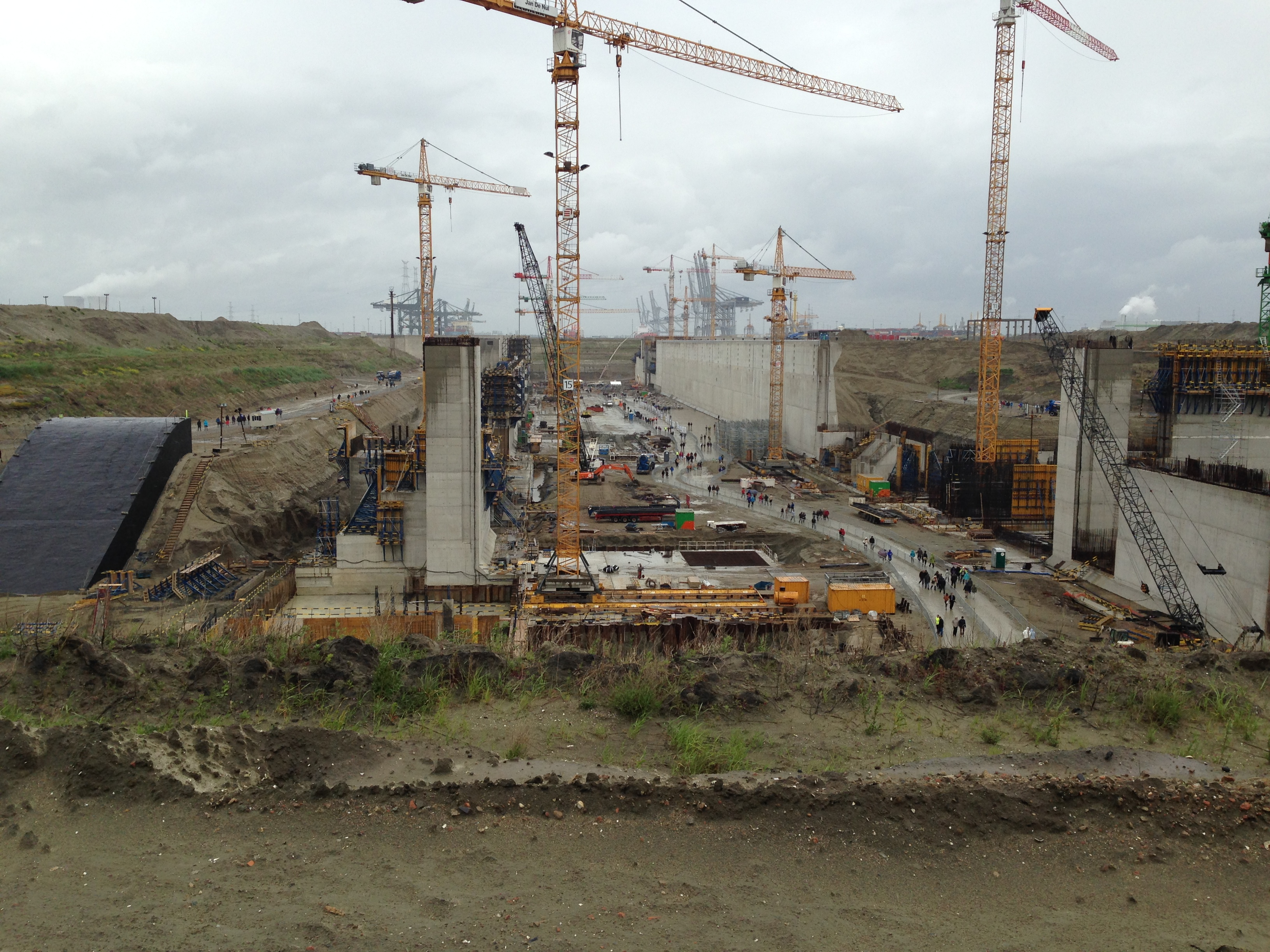
Kieldrechtsluis in aanbouw

De Kieldrechtsluis, aanvankelijk de Deurganckdoksluis geheten, is een in 2016 opgeleverde sluis in de Haven van Antwerpen tussen de Schelde en het Waaslandkanaal. Het is, naast de Kallosluis, de tweede sluis waarlangs schepen de dokken op de linkeroever, met name het Doeldok, het Verrebroekdok, het Vrasenedok, het Zuidelijk- en het Noordelijk insteekdok kunnen in- en uitvaren. Het was bij oplevering de grootste sluis in de wereld, een titel die voorheen aan de Berendrechtsluis toebehoorde en daarvoor aan de Zandvlietsluis, beide ook gelegen in de haven van Antwerpen.
Het VHF-werkkanaal is 1 voor de binnenvaart. Het dokkanaal is 74 (Sector Waasland) en voor aankomende zeeschepen is het kanaal 1027.

## Beschrijving
De lengte tussen de deuren is 500 meter, de breedte is 68 meter, de bodem ligt op -17,8 meter onder het belgische referentie niveau TAW en -20.1 meter onder het nederlandse referentie niveau NAP. Bovendien is de hoogwaterstand bij de Kieldrechtsluis bijna 2 meter hoger dan in IJmuiden. De Kieldrechtsluis is daarmee qua volume de grootste ter wereld en de sluis in IJmuiden is de grootste qua oppervlak. Zij werd in 2016 geopend en vergde een investering van 382 miljoen euro. De sluizen in de haven van Antwerpen beschermen de gesloten infrastructuur tegen getijdewerking van de rivier. Achter de sluizen is het waterpeil constant.

## Financiering
De sluis werd gerealiseerd met private middelen, via een afzonderlijke projectvennootschap: NV Deurganckdoksluis. Die vennootschap gaf de sluis vervolgens voor 20 jaar in concessie aan het Gemeentelijk Havenbedrijf Antwerpen. De helft van de kosten voor de sluis werden gefinancierd met een lening van maximaal 160,5 miljoen euro van de Europese Investeringsbank en 81 miljoen euro werd bijgedragen door de KBC Bank.

## Bouw
Op 12 februari 2010 werd de stedenbouwkundige vergunning verleend en op 18 maart volgde de milieuvergunning. 
De bouw van de sluis begon op 24 oktober 2011 en men verwachtte de sluis in vier en een half jaar te kunnen realiseren. Officieel werd de eerste spadesteek gegeven op 21 november 2011.
Op 27 april 2015 was de bouw van de sluis voltooid en werd deze gevuld met water. Het vullen met 1 miljoen m3 water duurde een week. Daarna diende een van de twee dammen die de sluis afsloten van het omliggende water weggebaggerd te worden. Nadat de dam langs de zijde van de Waaslandhaven was verwijderd, konden in juni 2015 de sluisdeuren in de sluis binnengevaren worden. Nadien volgden de elektromechanische uitrusting, de bruggen, de machinegebouwen, de toegangsgeulen en de heraanleg van de omliggende weg- en spoorweginfrastructuur.

## Opening
Aanvankelijk werd de officiële opening voorzien voor 15 april 2016. Door waterschade in een technische ruimte werd de opening uitgesteld. Deze vond uiteindelijk plaats op 10 juni 2016, in aanwezigheid van koning Filip.

## Bouwerscombinatie
De bouw gebeurde door een tijdelijke vereniging van:
- Jan De Nul Group
- CEI-De Meyer (Koninklijke BAM Groep)
- Betonac (Koninklijke BAM Groep)
- Herbosch-Kiere (Eiffage)
- Antwerpse Bouwwerken (Eiffage).
- Demako
- Agidens